# 吗氯贝胺
吗氯贝胺（商品名也作Amira、Aurorix、Clobemix、Depnil或Manerix）是主要用于治疗抑郁症和社交焦虑的单胺氧化酶A（RIMA）药物的可逆抑制剂。它在美国不被允许使用，但在其它西方国家，例如英国和澳大利亚（TGA于2000年12月）是被批准使用的。它由罗氏公司的附属公司生产。起初，Aurorix也在南非由罗氏公司供应，但在专利期满之后撤回，Cipla Medpro's Depnil和Pharma Dynamic's Clorix的成本减半。
当吗氯贝胺与胺类混用时，如含酪胺的食物或升压胺类药物，不会出现显著的血压升高，这与较老的非选择性和不可逆单胺氧化酶抑制剂（MAOI）不同，后者的混用会导致血压严重上升。同时，其不作为抗胆碱剂，且不造成心血管、认知与精神运动损伤，吗氯贝胺对于老年人以及心血管疾病患者是有利的。

## 拓展阅读
- Scientific Information on Aurorix (German)
- PubChem Substance Summary: Moclobemide（页面存档备份，存于） National Center for Biotechnology Information.